# Лотерея (телесериал)
«Лотерея» (англ. The Lottery) — американский постапокалиптический телевизионный сериал с Марли Шелтон в главной роли, премьера которого состоялась на Lifetime 20 июля 2014 года. Сюжет сериала разворачивается в мрачном будущем, где женщины перестали рожать детей, угрожая вымиранием человеческой расе. После того, как 100 эмбрионов было оплодотворено, проводится национальная лотерея с целью поиска суррогатных матерей.
17 октября 2014 года Lifetime закрыл сериал после одного сезона из-за низких рейтингов.

## Производство
16 сентября 2013 года было объявлено, что Lifetime заказал съемки пилотного эпизода, написанного Тимоти Дж. Секстоном и производства Warner Horizon Television. 1 октября Дэнни Кэннон подписался на место режиссёра пилота и потенциального исполнительного продюсера.
Кастинг на основные роли начался в октябре 2013 года. 4 ноября Майкл Грациадей, Лесли-Энн Брандт и Луиза Ломбард были утверждены на регулярные роли в пилоте. 21 ноября было объявлено, что Марли Шелтон будет играть ведущую роль гениального доктора. Три дня спустя Дэвид Алпей получил роль её ассистента. 2 декабря Мартин Донован присоединился в регулярной роли расчетливого директора комиссии проекта, тогда как Салли Ричардсон подписалась на периодическое участие в качестве первой Леди Соединённых Штатов.
Съемки шоу проходили в Канаде. 11 февраля 2014 года канал заказал съемки первого сезона из десяти эпизодов для трансляции позднее в 2014 году. 19 мая 2014 года Афина Карканис присоединилась к шоу, заменив Луизу Ломбард, снявшуюся в пилотном эпизоде. Салли Ричардсон также покинула шоу, а её место заняла Шелли Конн.

## Актёры и персонажи
- Марли Шелтон — доктор Элисон Леннон
- Майкл Грациадей — Кайл
- Дэвид Алпей — Джеймс
- Афина Карканис — Ванесса
- Юл Васкес — Президент Соединённых Штатов
- Шелли Конн — Габриэль, первая леди Соединённых Штатов
- Мартин Донован — Дариус Хейс